# Carles Planas
Carles Planas Antolinez (Sant Celoni, 4 maart 1991) is een Spaans voetballer die bij voorkeur als linksback speelt. Hij tekende in juli 2014 een driejarig contract bij Celta de Vigo, dat hem overnam van FC Barcelona.

## Clubvoetbal
Planas kwam in 2000 van PB Sant Celoni naar de jeugdopleiding van FC Barcelona. In de seizoenen 2008/2009 en 2009/2010 speelde Planas afwisselend voor de Juvenil A, het hoogste jeugdelftal van FC Barcelona, en Barça Atlètic, het tweede elftal van FC Barcelona. Op 15 februari 2009 debuteerde hij voor het tweede elftal in de Segunda División B in de wedstrijd tegen CD Denia. Met de Juvenil A won hij in 2009 de regionale groep van de División de Honor en de Copa de Campeones. In 2010 werd de regionale titel geprolongeerd. In 2014 vertrok hij naar Celta de Vigo.

### Statistieken
| seizoen | club           | land   | competitie         | wed. | goals |
| ------- | -------------- | ------ | ------------------ | ---- | ----- |
| 2008/09 | FC Barcelona B | Spanje | Segunda División B | 1    | 0     |
| 2009/10 | FC Barcelona B | Spanje | Segunda División B | 3    | 0     |
| 2010/11 | FC Barcelona B | Spanje | Segunda División A | 17   | 0     |
| 2011/12 | FC Barcelona B | Spanje | Segunda División A | 32   | 0     |
| 2012/13 | FC Barcelona B | Spanje | Segunda División A | 32   | 1     |
| 2013/14 | FC Barcelona B | Spanje | Segunda División A | 35   | 1     |
| 2014/15 | Celta de Vigo  | Spanje | Primera División   | 11   | 0     |
| 2015/16 | Celta de Vigo  | Spanje | Primera División   | 4    | 0     |

## Nationaal elftal
In mei 2008 behoorde Planas tot de Spaanse selectie die het Europees kampioenschap -17 in Turkije won. In juli 2010 nam hij deel aan het EK -19 in Frankrijk.
1 Carlos ·
3 Gutiérrez ·
4 Martínez ·
5 López ·
6 Van de Beek ·
7 Stuani  ·
8 Tsyhankov ·
9 Ruiz ·
10 Asprilla ·
11 Danjuma ·
13 Gazzaniga ·
14 Romeu ·
15 Juanpe ·
16 Francés ·
17 Blind ·
18 Krejčí ·
19 Miovski ·
20 Gil ·
21 Herrera ·
22 Solís ·
23 Martín ·
24 Portu ·
25 López ·
27 Misehouy ·
Coach: Míchel